# XIII Festival Internacional de la Canción de Viña del Mar
El XIII Festival Internacional de la Canción de Viña del Mar, o simplemente Festival de Viña del Mar 1972, se realizó del 3 al 14 de febrero de 1972 en el anfiteatro de la Quinta Vergara, en Viña del Mar, Chile. Fue transmitido por primera vez para todo Chile por Televisión Nacional de Chile y animado por César Antonio Santis y coanimado por Gabriela Velasco. 
Ese es el primer año en que el Festival es transmitido íntegramente en directo a todo el país; anteriormente Televisión Nacional solo transmitía pasajes en directo y el resto en diferido.

## Desarrollo
La artista sudafricana Miriam Makeba gozaba entonces de gran popularidad en el mundo, en particular por su tema «Pata Pata». Sin embargo, su visita adquirió polémica, teniendo en cuenta la polarización del escenario político chileno de entonces. Al terminar la interpretación de su tema más famoso, voceó una dedicatoria para el gobierno de la Unidad Popular: «¡Un saludo para el presidente Allende! ¡Viva la revolución chilena!». Un público mayoritariamente de oposición al gobierno le respondió con una silbatina que le acompañó durante el resto de su presencia en el escenario.
Ese año se da pie a una de las rivalidades emblemáticas en la historia del espectáculo chileno: la de quien debía ser el humorista top en Chile, el novel Coco Legrand o el afamado Bigote Arrocet.

## Artistas invitados
- Piero
- Romuald
- Tormenta
- Víctor Heredia
- Miriam Makeba
- Joan Manuel Serrat
- Los Iracundos
- Los Moros[5]
- Peter Yarrow
- Maitén Montenegro
- Pepe Gallinato
- Coco Legrand
- Bigote Arrocet
- Clan Casino (Gloria Benavides, Sergio Feito, Villadiego y Jorge Cruz)[6]

## Competencias
- 1.er lugar:  Holanda, Julie, escrita e interpretada por Euson.
- 2.° lugar:  España, Los dos, de Augusto Algueró, interpretada por Rosalía.
- 3.er lugar:  Inglaterra, Estoy ahí, de Colin Rickards, interpretada por Tony Stevens.
- Mejor intérprete: Patricio Renán,  Chile.

Folclórica: 
- 1.er lugar: Viejo puente, de Ariel Arancibia y Fernando Pavez, interpretada por Los Lazos.